# Pulvermühle (Waldbröl)
Pulvermühle ist eine Ortschaft in der Stadt Waldbröl im Oberbergischen Kreis im südlichen Nordrhein-Westfalen (Deutschland) innerhalb des Regierungsbezirks Köln.

## Lage und Beschreibung
Der Ort liegt 8,6 Kilometer südwestlich des Stadtzentrums von Waldbröl.

## Geschichte

### Erstnennung
1830  wurde der Ort das erste Mal urkundlich erwähnt. 
Die Schreibweise der Erstnennung war Pulvermühle.

## Soziale Einrichtungen
- Haus Segenborn ist eine Einrichtung der Diakonie Michaelshoven für Männer und Frauen mit besonderen sozialen Schwierigkeiten, die alleinstehend und wohnungslos oder von dem Verlust ihrer Wohnung bedroht sind.